# Janina Michalska
Janina Helena Michalska (ur. 1923 w Łukowie, zm. 18 września 2010 w Okunince) – współzałożycielka Instytutu Prymasa Wyszyńskiego, sekretarz Podkomisji Episkopatu Polski ds. Duszpasterstwa Kobiet.

## Życiorys

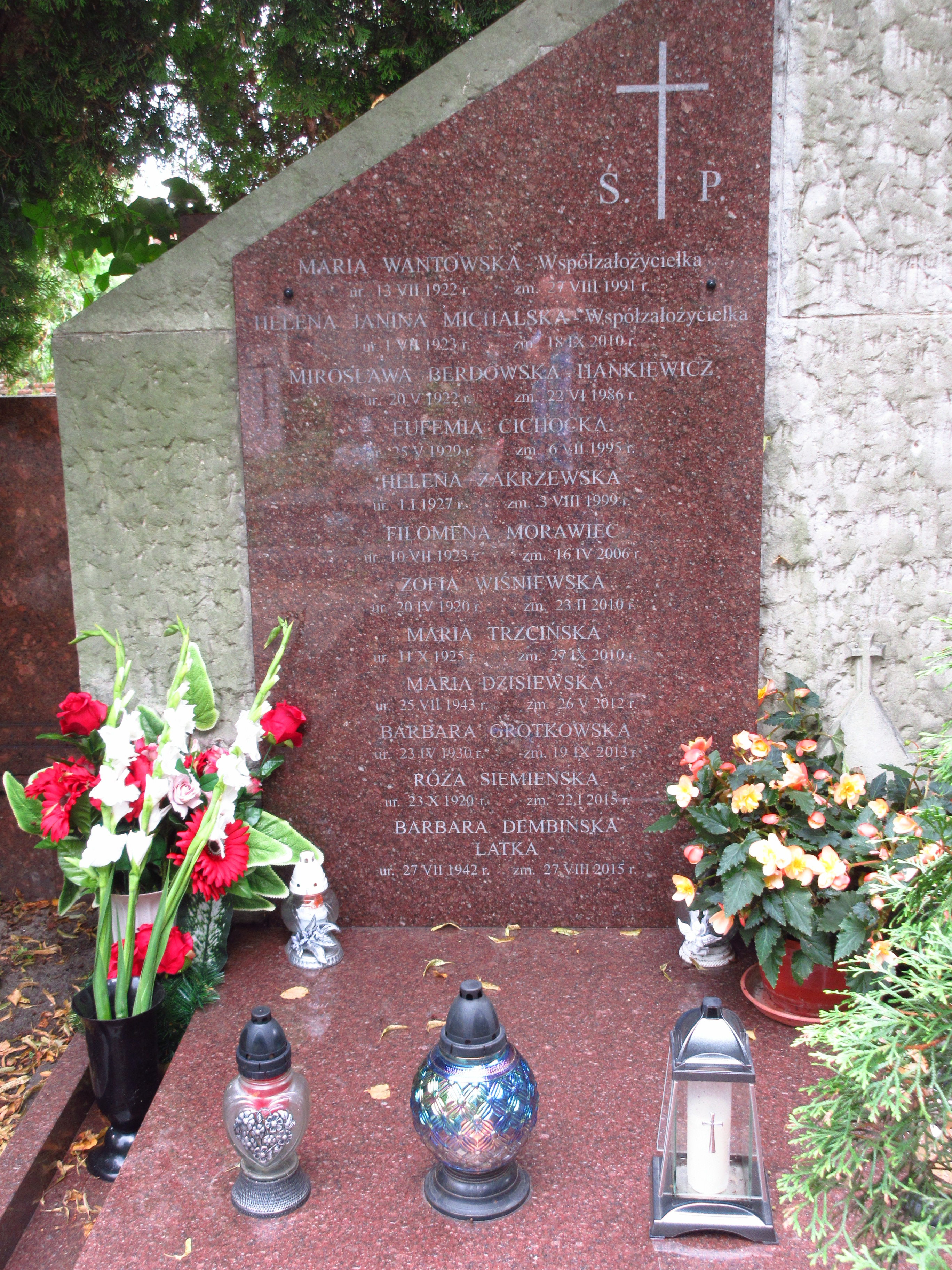
Grób Janiny Michalskiej na Cmentarzu Bródnowskim.

Będąc młodą dziewczyną walczyła w powstaniu warszawskim. W 1942 wraz z Marią Wantowską i Marią Okońską współtworzyła powstanie „ósemek”, czyli wspólnoty życia konsekrowanego osób świeckich, która w późniejszym czasie stała się kanwą do powstania Instytutu Prymasa Wyszyńskiego.
5 sierpnia 1952 złożyła przed kardynałem Stefanem Wyszyńskim śluby wieczyste. Była jedną z najbardziej zaufanych przez niego osób, podczas gdy był w 1956 internowany przewiozła z Komańczy na Jasną Górę słowa Jasnogórskich Ślubów Narodu. Wiele lat poświęciła pełnieniu funkcji sekretarza Podkomisji Episkopatu Polski ds. Duszpasterstwa Kobiet. W 1993 zainicjowała założenie Sekretariatu Misyjnego Jeevodaya, który pomaga Ośrodkowi Rehabilitacji Trędowatych w Indiach.
Zginęła tragicznie potrącona przez samochód, jej prochy spoczęły na cmentarzu Bródnowskim w Warszawie (kwatera 1B-2-21-27).

## Odznaczenia
- 1 sierpnia 2009 r. prezydent Polski odznaczył Janinę Michalską Krzyżem Oficerskim Orderu Odrodzenia Polski.